# Элликон-ан-дер-Тур
Элликон-ан-дер-Тур (нем. Ellikon an der Thur) — коммуна в Швейцарии, в кантоне Цюрих.
Входит в состав округа Винтертур. Население составляет 818 человек (на 31 декабря 2007 года). Официальный код — 0218.